# Красные казармы (Иркутск)

Уцелевшие корпуса красных казарм

Красные казармы в Иркутске — памятник военной архитектуры начала XX в., комплекс зданий и сооружений, специально построенный для размещения воинских частей 7-й Восточно-Сибирской стрелковой дивизии.

## История
По окончании Русско-японской войны 7-я Восточно-сибирская стрелковая дивизия прибыла в Иркутск. Входившие в её состав 27-й и 28-й Восточно-сибирские стрелковые полки, отличившиеся при обороне Порт-Артура, усилили Иркутский гарнизон. В связи с этим в 1907 г. Городская дума выделила военному ведомству 32 незаселенных квартала на Иерусалимской горе под застройку, вплоть до 50-х годов это была окраина города. Строительство казарм велось инженерными частями по проекту и под руководством военного инженера Ф. Ф. Коштяла. Всего за два года были построены казармы, жилые дома для семей офицеров, склады и т. д.
Комплекс, получивший название Красные казармы, являлся образцом современной ему военной архитектуры. 20 февраля 1910 г. все Восточно-сибирские полки были переименованы в Сибирские стрелковые полки. В том же году здесь был освящён храм-памятник 28-го Сибирского стрелкового полка во имя Св. Николая Чудотворца (снесен в период до 2-й Мировой войны в рамках антирелигиозной кампании). В 20-х годах в Красных казармах проходил службу будущий маршал Советского Союза Р.Я.Малиновский, на одной из казарм имеется мемориальная доска в его честь.
После окончания Второй мировой войны комплекс Красных казарм долгое время занимали части Мукденского соединения ПВО. После расформирования Мукденской дивизии ПВО и передислокации её остатков, Красные казармы пришли в запустение. Ныне они частично разрушены. Сохранившуюся часть комплекса Красных казарм с середины 1990-х занимают учреждения ФСИН.

## Текущее состояние

Один из разрушенных корпусов

В настоящее время два из четырёх корпусов казарм снесены под жилую застройку. Снос был произведен с нарушениями и сопровождался гражданскими акциями протеста. В одном из двух оставшихся корпусов находятся службы ГУФСИН России по Иркутской области, другой перепланирован под жилые квартиры. Ещё одно из зданий было намеренно разрушено в 2011 году.